# 3-тя бригада Армії Людової імені генерала Юзефа Бема
3-я бригада Армії Людової імені генерала Юзефа Бема (пол. 3. Brygada AL im. gen. Józefa Bema) — польське партизанське з'єднання Армії Людової, яке діяло 1944 року на окупованій нацистською Німеччиною території Польщі.

## Історія

### Партизанський загін
У січні 1942 року Польська робітнича партія ухвалила рішення про перехід до збройної боротьби з німецькими окупантами.
У травні 1942 року почалося створення партизанських загонів Гвардії Людової.
Одним із загонів, створених у 1942 році, був партизанський загін імені Юзефа Бема (oddział Gwardii Ludowej im. Józefa Bema), командиром якого став підпоручик Владислав Матушевський (" Юзек ").
Оскільки військове командування Гвардії Людової поділило територію окупованої Польщі на шість округів, загін ім. Бема (як і інші партизанські загони, що діяли на території Келецького воєводства) увійшов до складу 3-го округу Гвардії Людової (Obwód III Radomsko-Kielecki Gwardii Ludowej).
У 1942—1943 роках загін провів ряд великих операцій, а також займався диверсійною діяльністю та саботажем.
- 6-8 грудня 1942 — партизани польського загону ім. Бема та радянського загону " Федора " (Теодора Альбрехта) вели бої в Парчевських лісах, 80 партизанів відбили атаки карального загону і з боєм прорвалися з оточення[3]. Втрати гітлерівців склали 13 осіб убитими та 10 пораненими[4]
- 17 грудня 1942 року загін ім. Бема зайняв і деякий час утримував містечко Острів Любельський. У ході операції партизанами були вбиті секретар волосного управління та один поліцейський, тяжко поранений комендант поліції[4]
- 18 грудня 1942 року загін ім. Бема розгромив волосне управління у Тищленіці[4]

Весною 1943 року до загону приєдналася група радянських військовополонених, які втекли з концентраційного табору Stalag 367 у Ченстохові.
11 жовтня 1943 року загін АК «Wichra» (командир Вітольд Кухарський) та загін Гвардії Людової імені Бема провели спільну бойову операцію, в результаті якої партизани зайняли весь Klementinów у Піотрківському повіті.
У жовтні 1943 року загін ім. Бема розгромив німецький загін у Піотрківських лісах (гітлерівці втратили 30 солдатів убитими та 10 пораненими); надалі, 24—25 жовтня 1943 року, загін чисельністю менше 90 осіб був оточений на Дияволовій горі в Опочинському повіті, але відбив три атаки гітлерівців і витримав бомбардування. Вночі 29 жовтня 1943, розділившись на групи, загін вийшов з оточення.
Наприкінці грудня 1943 року в Ченстохові потрапив у засідку на вулиці Огродової та загинув у перестрілці зі співробітниками гестапо та жандармерією командир загону ім. Бема поручик Юзеф Ковальчик (" Юзек ", він же " Матушевський ").

### Партизанська бригада
1 січня 1944 Крайова Рада Народова ухвалила рішення про розформування Гвардії Людової, яка увійшла до складу Армії Людової.
24 лютого 1944 р. група партизанів з загону ім. Бема під командуванням ст. лейтенанта РСЧА Якова Сальникова розгромила залізничну станцію Теклінів (Teklinów). В результаті операції рух по залізничній лінії було зупинено на кілька годин.
У ніч з 11 на 12 березня 1944 року в результаті диверсії на залізниці зійшов з рейок залізничний ешелон.
28—29 червня 1944 р. партизани вели бої з німецько-поліцейськими силами у волості Ойжень. У ході бойових дій гітлерівці втратили 16 людей убитими та кілька десятків пораненими, партизани — шість осіб убитими.
3 серпня 1944 року під Кнеєю солдати батальйону ім. Бема атакували із засідки німецьку автоколонну, було знищено шість вантажівок, втрати гітлерівців склали 38 вбитих і кілька десятків поранених.
У серпні 1944 року командування AL вирішило провести реорганізацію партизанського батальйону ім. Юзефа Бема, який діяв у районі Ченстохов — Радомсько і перетворити його на партизанську бригаду. Перед початком реорганізації чисельність батальйону ім. Юзефа Бема складала 600 людей. Реорганізацію проводили Маріан Яніц та Олександр Бурський. В результаті на основі батальйону в Парчевських лісах було створено 3-ю бригаду Армії Людової імені генерала Юзефа Бема, яка діяла в районі Ченстохова. Командиром бригади став капітан Болеслав Борута " Гонич ".
У зв'язку з наростанням протиріч між військово-політичним керівництвом Армії Крайової та активістами " Батальйонів хлопських ", особовий склад загонів БХ почав переходити до складу Армії Людової. 1944 року в Радомщчанському повіті до складу 3-ї бригади AL ім. генерала Бема увійшов великий загін військової організації ППС (70 осіб).
Загалом у складі бригади було 20 офіцерів та 511 рядових бійців.
У ніч із 4 на 5 серпня 1944 року диверсійна група бригади ім. Бема підірвала залізничний міст біля Бугай (2 км від міста Піотрків).
27 серпня 1944 року бригада отримала військову допомогу від СРСР — скинуту з літаків партію зброї (145 автоматів, 140 гвинтівок, один ручний кулемет, боєприпаси та вибухівка).
Станом на 31 серпня 1944, 40 партизанів бригади були членами ПРП.
12—13 вересня 1944 року бригада вела оборонні бої під Евіною проти наступаючих німецьких військ і частин СС.
Крім того, протягом вересня 1944 року бригада вела диверсійну діяльність на залізницях (переважно на залізничній лінії Варшава — Катовіце), підірвала один міст та організувала аварію 14 ешелонів. В результаті дій бригади рух атакованими залізничними лініями було зупинено на 238 годин.
15 жовтня 1944 р. партизани 2-го батальйону 3-ї бригади AL зустріли і забезпечили безпеку скинутої до Петрківського лісу групи парашутистів Польського партизанського штабу (всі 12 парашутистів і три з чотирьох тюків з вантажем були знайдені та доставлені в розташування бригади). Доставлені десантниками зброю, боєприпаси та вибухівка підвищили боєздатність бригади.
У листопаді 1944 року бригада налічувала 500 партизанів і у своїй діяльності спиралася на організовані резерви (зв'язкових, розвідників, господарів конспіративних квартир та інших неозброєних помічників), загальна чисельність яких становила 4040 осіб (150 з них1 до складу Польської армії людової, 2200 — до складу Батальйонів хлопських).
Загалом, за весь період діяльності, 3-я бригада AL розгромила і вивела з ладу дві залізничні станції, зруйнувала 12 залізничних мостів, 7 шосейних мостів та 2 віадуки, організувала аварію 41 залізничного ешелону (перервавши рух атакованими залізницями на 800 годин), знищила 2 літаки, 10 танків і 92 автомашини.

## Громадяни СРСР, що воювали у складі бригади
У складі партизанського загону імені генерала Юзефа Бема та 3-ї бригади Армії Людової воювали громадяни СРСР — радянські військовополонені, які втекли з місць ув'язнення.
- санінструктор Анатолій Котельников, який потрапив у полон влітку 1942 року під Курськом, утік із табору в Дембліні і вступив спочатку в групу АК, що діяла в районі Ченстохова, а в червні 1943 перейшов з АК в Гвардію Людову. Наприкінці грудня 1943 року він був поранений у перестрілці зі співробітниками гестапо та жандармерією, захоплений у полон і розстріляний[8]
- ст. лейтенант РСЧА Яків Сальников (" Яша ")[7], який був поранений і потрапив у полон у боях за Дніпро, але втік з табору військовополонених. Загинув 29 червня 1944 року у бою з СС біля весі Вигода (Wygoda)[5][12]
- Микола Акулашвілі — загинув 29 червня 1944 року в бою з СС біля весі Вигода[5]

## Увічнення в культурі та мистецтві
- Ксилографія «Засідка, організована Армією Людовою під Кнеєю», автором якої є польський гравер Костянтин Марія Сопочко (1902—1979)[13]

## додаткова інформація
- Після закінчення війни бойовий прапор бригади було передано на вічне зберігання до Музею Війська Польського[23].